# モロッコ地震
モロッコ地震（モロッコじしん）とは、2023年9月8日（現地時間）にモロッコのマラケシュ＝サフィ地方で発生した地震である。同国においてM6.8はここ100年あまりで最大の規模であり、1960年の地震（アガディール地震）以来の甚大な被害が出た地震となった。

## 概要
モロッコ地震は2023年9月8日23時11分1秒（現地時間）に発生した。震央は、モロッコマラケシュ=サフィ地方に位置するオウカイメデンから西南西へ約54 km離れた地点である。アメリカ地質調査所（USGS）によれば震源の深さは19.0 km、地震の規模を示すマグニチュードは6.8と推定されている。なお気象庁は気象庁マグニチュードを7.0と解析している。
この地震によって震央近くでは改正メルカリ震度階級VIIIを観測したが、これは日本の気象庁震度階級に換算して震度5強-6弱程度に相当する揺れである。この他にもマラケシュが激しく揺れたほか、約350 km離れた首都ラバトやカサブランカ、アガディールなどでも揺れが感じられた。
この地震によって、震央に近いアル・ホウズ州を中心にモロッコ中部で甚大な被害が生じ、死者2960人、負傷者5674人（9月14日現在）となったほか、多くの家屋や建物が倒壊した。

## 周辺状況

### プレート

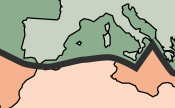
アトラス山脈周辺のプレート境界

今回地震が起きたモロッコ中部は、アルプス・ヒマラヤ造山帯に属しているアトラス山脈の西端に位置しており、北側にはユーラシアプレート、南側にはアフリカプレートが存在する。後者が前者に向かって北へとゆっくり動くことでストレスがたまっている。

### 過去に起こった地震
モロッコの地震活動はプレート境界に近い北部が中心であったが、今回の地震はその地域よりも南側で発生した地震となった。地殻活動は活発なもののモロッコ全体で見ても過去に大規模な地震が発生したことは少なく、アメリカ地質調査所（USGS）の記録が残る1900年以降では、M5以上の地震は9回起きているがM6を超えたのは初めてであった。
アガディール地震
1960年2月29日に同国で起きた地震。地震の規模こそM5.9だったものの、震源の深さが10.0 kmと浅かったことや泥レンガの家屋、石積みの建物が多かったことで死者は13000人以上となったほか、アガディールの街が壊滅状態になるなどの甚大な被害が出た。
今回の地震は、アガディール地震の震央から北東方向へ約140 km離れた地点で発生した。

## 地震のメカニズム
気象庁の解析（発震機構解）によれば、今回の地震は南北方向に圧力軸を持つ横ずれ成分を持った逆断層型の地震とされている。ユーラシアプレートとアフリカプレートがお互いに押し合うなどして生じたストレスがアフリカプレートにたまり、それがはじけたことで今回の地震が起こったと考えられている。
この地域には多くの断層が確認されているが、一部の科学者では今回の地震で動いたのはティジンテスト断層だと推測されている。この断層を活断層と解析している科学者は少なかった。

## 影響・被害
この地震によって、震源地に近い山間部を中心に建物の倒壊が相次ぎ死者2960人（9月27日現在）、負傷者5674人（9月14日現在）となった。この死者数は北アフリカで発生した地震の中では、1900年以来で2番目に多い。特に被害の大きかったのはアル・ホウズ州であり、死者全体の約半数を占めている。次いで隣のタルーダント州での被害が大きかった。
この他にも5万棟の住宅が被害を受けたほか、都市部から被災地に繋がる道路で土砂崩れが起きるなどして車が通行できなくなり、被害状況の把握や救助活動に支障が生じた。
震源地に近いモロッコ第4の都市であるマラケシュでは、世界遺産に登録されている旧市街地を中心に被害が出た。この地域の建物の基盤は11世紀頃に築かれていたが、モスクがほぼ全壊したり「マラケシュの壁」の一部が崩れ落ちたりするなどした。また、同市ではユネスコ世界ジオパークの国際会議が開催されていたが、この地震により会場の建物にひびが入ったことで、ジオパークの認定証交付式は屋外のテントで行われた。
このように被害が大きくなった原因について、地震の規模はもちろんのこと他にも、この地域の建造物は泥レンガの家屋や補強されていない石積みの建物であり、地震に耐えられるだけの強度を持ち合わせていなかったこと、地震発生時間帯が夜中であり多くの人が寝ていて、激しい揺れに反応しにくい状況にあったことなどの社会的要因が考えられている。
国土地理院のだいち2号による調査によると震源付近では最大で20 cm程大地の隆起が発生したことが判明した。一方、南側では最大7 cm沈んだ。
また、この地震は地下水にも大きな変化をもたらし、発生後には震源周辺で新たな湧き水が69ヶ所出現した。

## 反応

### 国内
モロッコ国王のムハンマド6世は今回の地震を受け、被災者にシェルターや食料を始めとする支援の提供をしつつ軍隊も救助活動に参加するように、また特に孤児や弱い立場の人々に対して迅速に避難所を提供し、家の再建を進めるよう政府に命じた。また3日間の全国的な服喪が宣言され、国内の公共の建物では追悼の半旗が掲げられた。
地震発生後1週間となる15日には地震後初めてとなるイスラム教の集団礼拝があり、犠牲者を悼んだ。

### 海外
世界各国からモロッコへの弔意や連帯が表明された。
- 日本：天皇・皇后は今回の地震発生を受けて11日、見舞いの気持ちを伝える電報を同国王のムハンマド6世宛てに送った[33]。内閣総理大臣の岸田文雄は見舞いと支援の申し出のメッセージを同国首相のアジズ・アハヌッシュに送り、「多くの尊い命が失われ、大変心を痛めている」と伝えた。また、日本赤十字社は同年11月30日までを期限とし救援金の受付を行った[34]。
- インド：首相のナレンドラ・モディは9日開幕したG20サミットの冒頭演説で、「被災した人々に心からのお見舞いを申し上げたい」と表明するとともに、支援の用意があるとも述べた。
- アメリカ合衆国：大統領のジョー・バイデンは「人命が失われ、壊滅的な被害が出たことを深く悲しんでいる」との声明を発表し、支援の意向を示した。
- トルコ：大統領のレジェップ・タイイップ・エルドアンは、X（旧Twitter）にて「モロッコの同胞をあらゆる手段で支援する」と強調した。トルコでは同年2月に甚大な被害が出たトルコ・シリア地震が発生している。
- ロシア：大統領のウラジーミル・プーチンは国王宛に、「ロシアはモロッコの友人たちと痛みや悲しみを分かち合う」と弔意を発表した。
- ウクライナ：大統領のウォロディミル・ゼレンスキーは「深い哀悼の意」を表明した。
- 中国：国家主席の習近平は哀悼の意を示す見舞い電を国王に送った。
- イスラエル：首相のベンヤミン・ネタニヤフは「イスラエルはわれわれの友人、モロッコのそばにいる」と強調し、救助隊派遣に向けて準備するよう関係機関に指示した。両国は2020年に国交正常化している。
- フランス：大統領のエマニュエル・マクロンは「救助隊派遣の準備ができている」と申し出た。

この他にも様々な国から弔意と連帯、支援申し出が相次いだ。

#### 救助隊受け入れ
多くの国から救助隊派遣の申し出があったものの、最初の支援の受け入れはアラブ首長国連邦、イギリス、カタール、スペインの4ヶ国に限定した。モロッコ当局は調整不足が逆効果になることを考慮して、現場のニーズを慎重に検討した結果だとしている。
特にモロッコの旧宗主国であるフランスの支援を拒否したことは物議を醸しており、フランス側では冷え込んだ外交関係を理由にモロッコが支援を断ったとの見方が強まっている。